# 沩仰宗
沩仰宗，禅宗的五个流派之一（在五宗中，沩仰宗成立最早），自洪州宗門下分出。由于此宗的开创者靈祐禪師和他的弟子慧寂先后在潭州的潙山（在湖南長沙寧鄉市）、袁州的仰山（在江西宜春）举揚宗風，后世就称它为潙仰宗，祖庭为密印寺。
唐潭州潙山禪師，名灵祐，嗣法于百丈怀海禅师。宜春仰山禅师，名慧寂，嗣法于溈山靈祐。师资相承，别为一流，法道甚盛。于是便有了沩仰宗的名声。见稽古略三。沩仰宗修行理论认为万物有情，皆有佛性，人若明心见性，即可成佛。
沩仰宗的传承，据《传法正宗记》等资料记载，有传记、语录、事迹可考者约99人。

## 法脈傳承
- 潙仰宗第一代開山祖師，唐潭州潙山禪師，名靈祐，嗣法于百丈怀海禪師。
- 潙仰宗第二代传人，仰山慧寂禪師，創建于唐朝會昌年間（公元842年），寺廟祖庭聖地位于江西省宜春市明月山風景區洪江鄉東南村殿上組，始建于一千多年前的棲隱禪寺在溈仰宗祖庭宜春仰山重建落成，該寺古稱仰山寺、棲隱寺、太平興國寺、興國古寺。
- 潙仰宗第三代传人，
- 潙仰宗第四代传人，
- 潙仰宗第五代传人，
- 潙仰宗第六代传人，三角志謙[2]
- 潙仰宗第七代传人，興陽詞鐸
- 潙仰宗第八代传人，虛雲德清，释虚雲
- 溈仰宗第九代傳人，度輪宣化，釋宣化（1918年－1995年），1948年，宣化上人去廣東曹溪南華寺，拜見释虚雲，成为潙仰宗第九代傳人。
- 溈仰宗第十代傳人，济群法师
- 溈仰宗第十一代傳人，白雲夢殊，釋白雲，在臺灣創立臨濟宗千佛山派。